# 羽川村
羽川村（はねがわむら）は、かつて新潟県北魚沼郡にあった村。

## 沿革
- 1889年（明治22年）4月1日 - 町村制施行に伴い北魚沼郡一日市村、池平村、池平新田、池平三ツ又新田、中家村、中家新田、中家今新田が合併し、羽川村が発足。
- 1901年（明治34年）11月1日 - 北魚沼郡藪神村、島町村（一部）と合併し、藪神村を新設して消滅。